# Barriga de Aluguel
A Barriga de Aluguel (Béranya) egy brazil teleregény, amit a Globo sugárzott 1990 és 1991 között.

## Történet
Ana és Zeca házasok, akik már régóta vágynak egy gyerekre. A különböző, sikertelen teherbeesési kísérletek után, Anát Dr. Álvaro Barone fogadta, aki rossz hírt közöl: Anának nem lehet gyereke. Dr. Barone hogy megvalósuljon a házaspár álma, azt javasolja hogy keressenek fel egy béranyát. 
Clara egy szegénysorban élő lány, aki Rio de Janeiro egyik favellájában Inhaúmában lakik. Hogy besegítsen a háztartásba nappal eladóként dolgozik, este pedig a Copacabana egyik bárjában táncosként dolgozik. Ana és Zeca megismerkedik a lánnyal, aki a jobb élet reményében elvállalja a béranyaságot. 
Clara 20 ezer dollár fejében beleegyezik a béranyaságba. A pár elviszi a lányt egy laboratóriumba, ahol mesterséges megtermékenyítésben részesül. A kísérlet elsőre sikeres lett, amely határtalan boldogságot hozott a párnak. Clarában azonban már félelem alakul ki. A lány aláírja a béranyasági szerződést, amelyben benne van, hogy a szülést követően át kell adnia a babát a vér szerinti szülőknek. A terhesség alatt Clarának anyai érzései lesznek, már bánja, hogy belement a béranyaságba, mert nagyon megszerette a babát, amely ugyan nem az ővé, de úgy várja a megszületését mintha a sajátja lenne. 
A szülés alatt komplikációk léptek fel, amely miatt Clara meddővé válik, emiatt Clara nem hajlandó átadni a gyereket a vér szerinti szülőknek és megszökik vele. Tudja, hogy nem lehet több gyereke, emiatt Clarának erős anyai szeretetet érez az általa kihordott gyerek után, amely erősebb mindennél. 
Mivel a lány megszegte a szerződésben foglaltak, a rendőrség gyerekrablás miatt körözi. Ana és Zeca is mindent megtesz, hogy Clarát megtalálják. Mikor megtalálják börtönbe kerül, de a családja és a barátai segítségével ügyvédet fogad és kiszabadul. A lány beperelte Anát és Zecát mert nem kapta az ígért pénzt a béranyaság miatt, emellett a baba felügyeleti jogáért is elindul a harc. Clara benyújtja a keresetét, Ana viszont azzal érvvel, hogy ő a vér szerinti anyja, hisz az ő petéjét és a férje spermáját ültették be Clara méhébe, aki csak kihordta nekik a gyereket. Clara szerint ő a gyerek anyja, mert ő hordta ki és hozta a világra. 
A végén nagy fordulat következik be: Zeca, a biológiai apa beleszeret Clarába, amely miatt elhagyja feleségét Anát.

## Szereplők
| Cláudia Abreu      | Clara Ribeiro                     |
| Cássia Kis         | Ana Lúcia Paranhos de Alencar     |
| Victor Fasano      | José Carlos de Alencar (Zeca)     |
| Mário Lago         | Dr. Molina                        |
| Beatriz Segall     | Miss Penelope Brown               |
| Lady Francisco     | Yara                              |
| Adriano Reys       | Dr. Álvaro Baronni                |
| Renée de Vielmond  | Aída Baronni                      |
| Jairo Mattos       | Tadeu Junqueira Lima              |
| Nicole Puzzi       | Luísa Coller                      |
| Humberto Martins   | João dos Santos                   |
| Denise Fraga       | Rita Garcez                       |
| Leonardo Villar    | Ezequiel Ribeiro                  |
| Vera Holtz         | Dos Anjos                         |
| Lúcia Alves        | Moema Paranhos                    |
| Wolf Maya          | Paulo César                       |
| Sura Berditchevsky | Raquel Ribeiro                    |
| Eri Johnson        | Lulu                              |
| Tereza Seiblitz    | Laura Maria Baronni               |
| Emiliano Queiroz   | Dr. Barroso                       |
| Sônia Guedes       | Ambrosina dos Santos              |
| Francisco Milani   | Chiquinho/Ramon/Dartagnan/Salgado |
| Anilza Leoni       | Edith                             |
| Carlos Kroeber     | Ramiro de Alencar                 |
| Ilka Soares        | Mimi de Alencar                   |
| Paulo César Grande | Dudu                              |
| Carla Daniel       | Cissa                             |
| Tácito Rocha       | Garcez                            |
| Regina Restelli    | Rosa Aimeé                        |
| Marcelo Saback     | Duarte                            |
| Daniela Perez      | Clô                               |
| Ricardo Câmara     | Serginho                          |
| Mariane Ebert      | Drica                             |
| Chico Tenreiro     | Antônio                           |
| Darcy de Souza     | Leonora                           |
| Jonas Mello        | Delegado José de Oliveira         |
| Mary Daniel        | Vovó Lola                         |
| Rosimar de Mello   | Teresinha                         |
| Paulo Leite        | Fernando                          |
| Paula Burlamaqui   | Paulinha                          |
| Pedro Bellini      | Jeremias                          |
| Vânia de Brito     | Dina                              |
| Duda Ribeiro       | Ricky                             |
| Vanessa Barum      | Leninha                           |
| Renato Rabello     | Pitty Paranhos                    |
| Cynthia Maranhão   | Mariana Paranhos                  |
| Caio Junqueira     | Tatau Paranhos                    |
| Alessandra Aguiar  | Tita                              |